# Catesbaea
Catesbaea là một chi thực vật có hoa trong họ Thiến thảo (Rubiaceae).

## Loài
Chi Catesbaea gồm các loài:
- Catesbaea ekmaniana Urb. - Haiti
- Catesbaea flaviflora Urb. - Cuba
- Catesbaea foliosa Millsp. - Bahamas, Turks & Caicos Islands
- Catesbaea fuertesii Urb. - Dominican Republic
- Catesbaea gamboana Urb. - Cuba
- Catesbaea glabra Urb. - Dominican Republic, Haiti
- Catesbaea grayi Griseb. - Cuba, Haiti
- Catesbaea holacantha C.Wright ex Griseb. - Cuba
- Catesbaea longispina A.Rich. - Cuba
- Catesbaea macrantha C.Wright - Cuba
- Catesbaea melanocarpa Urb. - tropical lilythorn - Puerto Rico, Leeward Islands
- Catesbaea microcarpa Urb. - Haiti
- Catesbaea nana Greenm. - Cuba
- Catesbaea parviflora Sw. - smallflower lilythorn or dune lilythorn - Florida Keys, Bahamas, Turks & Caicos Islands, Cayman Islands, Cuba, Dominican Republic, Haiti, Jamaica, Puerto Rico
- Catesbaea parvifolia DC. - Dominican Republic, Haiti
- Catesbaea sphaerocarpa Urb. - Haiti
- Catesbaea spinosa L. - Cuba, Bahamas

## Hình ảnh

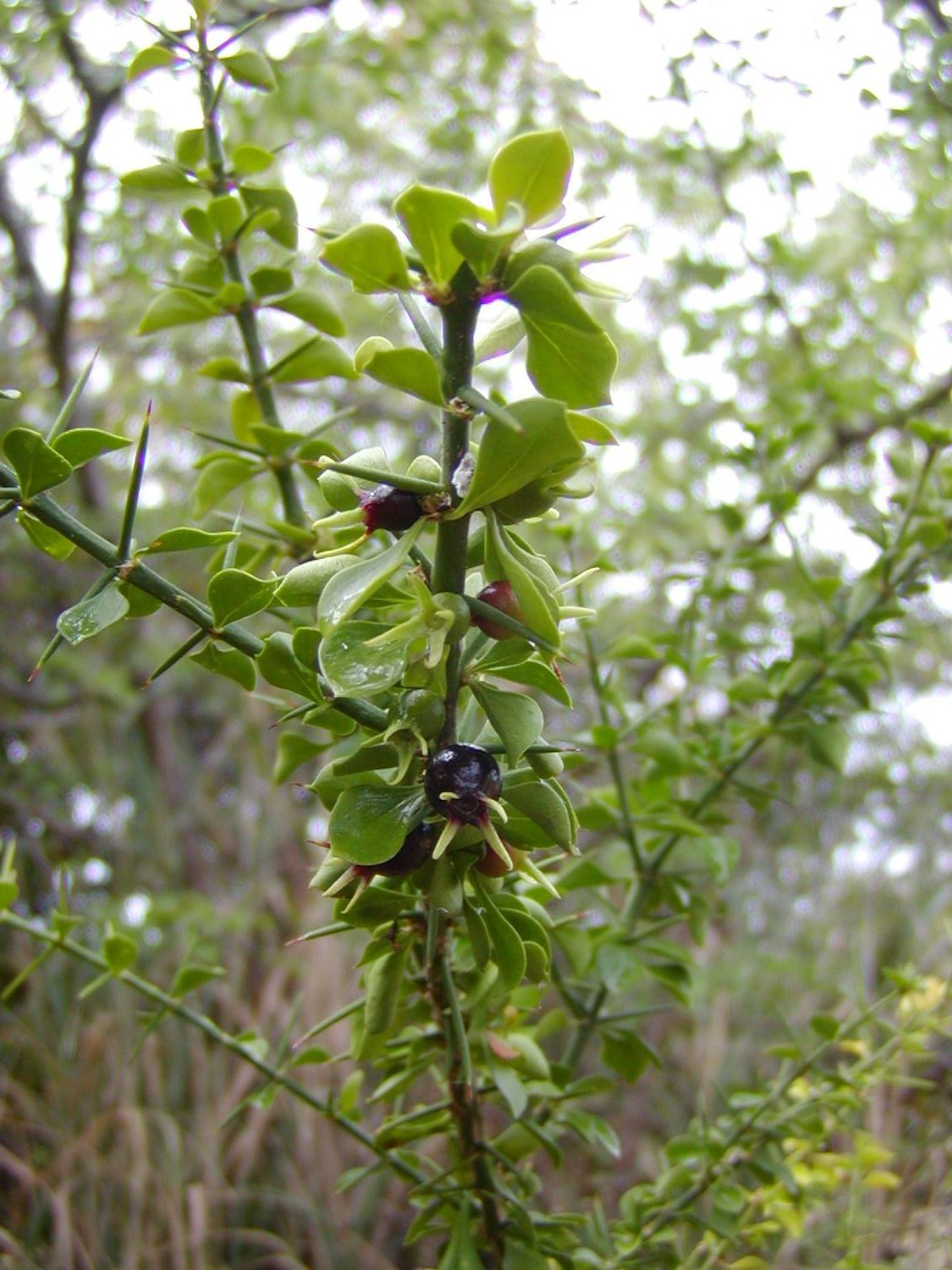
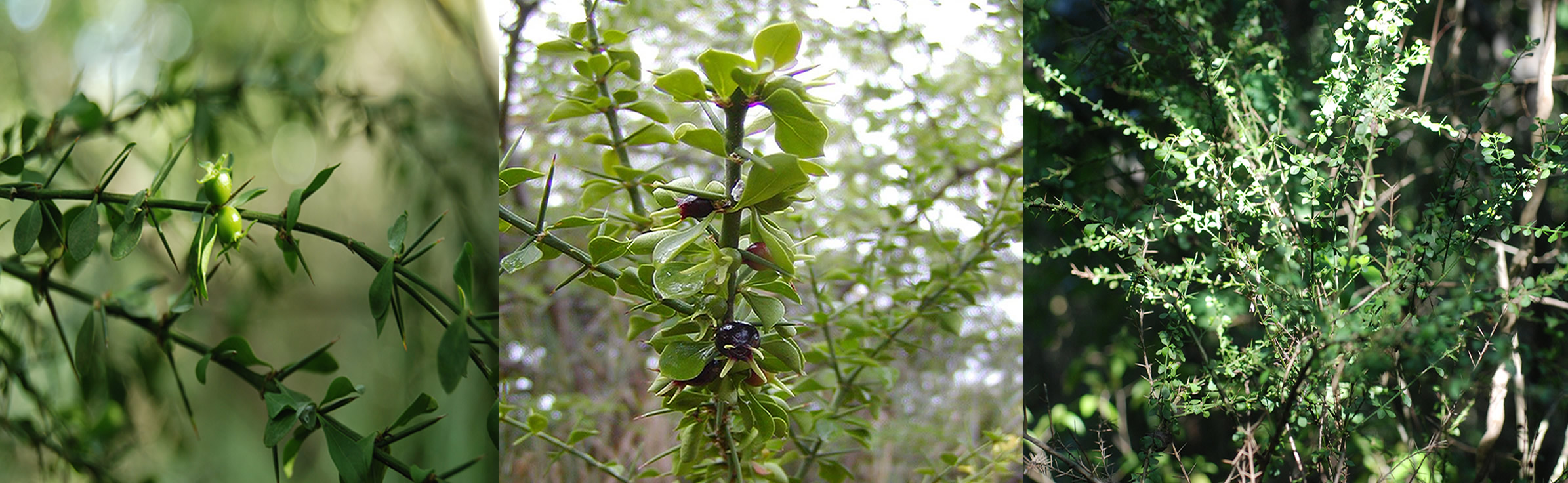